# Трептов
Трептов (на немски: Treptower Park) е парк в източната част на Берлин на брега на река Шпрее в административния район Трептов-Кьопеник (район Алт-Трептов). Известен е главно с гигантския паметник на войниците от Червената армия, загинали в битката за Берлин.

## История
Паркът с площ от 88,2 хектара е създаден през периода 1876 – 1888 г. по проект на директора на градските градини Йохан Хайнрих Густав Майер. Преди това на това място се е намирало „подреденото засаждане на дървета от Трептов“, основано от Йохан Петер Паул Буше. Цената за изграждането на парка възлиза на 1,2 милиона марки. Трептов става народен парк, отворен за жителите на града, което е нововъведение по онова време. В центъра на парка е имало голяма поляна във формата на хиподрум за игри и спорт, дълга 250 м и широка 100 м.
Берлинското индустриално изложение се провежда в парка „Трептов“ от 1 май до 15 октомври 1896 г.
В края на Втората световна война, през 1946 – 1949 г. на територията на парка е създаден най-големият съветски военен паметник извън СССР.
През 1957 – 1958 г. ландшафтният архитект Георг Пниовер създава градина със слънчогледи в парк „Трептов“; по-късно в него парк се появява розова градина с 25 000 розови храста. В парка са монтирани скулптури и функционира фонтан.

## Описание и позиция
В северната част Трептов граничи с едноименния сграден комплекс, който включва най-високата офис сграда в Берлин, Allianz SE, превърнала се в нов символ на района. Между комплекса и парка се намира станцията Парк „Трептов“ на околовръстната железница на Берлин. В югоизточната част паркът граничи с квартал Плантервалд и бившия увеселителен парк Шпреепарк.
В памет на приноса на Густав Майер за създаването на парка в западната му част е издигнат негов бюст от скулптора Алберт Аугуст Манте.
Паркът разполага с кей за развлекателни лодки.